# Lingua zuni
La lingua zuni  (o zuñi) è una lingua amerinda parlata nel Nuovo Messico ed Arizona (USA) dagli Zuñi, un popolo pueblo.
Secondo il censimento del 2000, la lingua era parlata da circa 9600 persone, concentrati in buona parte nelle vicinanze di Zuni Pueblo. Contrariamente ad altre lingue indigene amerinde, il numero di bambini e giovani che lo parlano è relativamente alto, per cui, lo zuni non viene considerata come lingua in pericolo. Essa viene usata negli incontri tribali tradizionali e durante le cerimonie religiose degli zuni.
In lingua zuni, la lingua stessa è denominata Shiwi'ma (shiwi "Zuni" + -'ma "vernacolare", che si può tradurre come "Alla maniera Zuni") mentre chi la parla viene definito collettivamente A: shiwi ('a:- "plurale" + shiwi "Zuni").

## Classificazione
Attualmente, la lingua zuñi è classificata come lingua isolata, quindi non apparentabile a nessun'altra. Nel corso del tempo sono state ipotizzate diverse relazioni con altre lingue, o famiglie linguistiche, quali le lingue penuti della costa occidentale (è questa l'ipotesi che sembrava più fondata, grazie all'articolo di Newman del 1964), le lingue kiowa-tano e le lingue keres, ma nessuna di queste proposte ha ottenuto il consenso della generalità della comunità scientifica.